# Али, Газанфар
Газанфар Али (англ. Ghazanfar Ali, 2 февраля 1978, Арифвала, Пакистан) — пакистанский хоккеист (хоккей на траве), полузащитник. Участник летних Олимпийских игр 2004 года.

## Биография
Газанфар Али родился 2 февраля 1978 года в пакистанском городе Арифвала.
Играл в хоккей на траве за ПТКЛ («Пакистан Телекоммуникейшн Компани Лтд.») из Лахора.
В 1997 году дебютировал в юниорской сборной Пакистана, в 2000 году — в главной команде, за которую в течение карьеры провёл 245 матчей, был капитаном.
В 2002 году завоевал бронзовую медаль хоккейного турнира Игр Содружества в Манчестере.
В 2004 году вошёл в состав сборной Пакистана по хоккею на траве на летних Олимпийских играх в Афинах, занявшей 5-е место. Играл на позиции полузащитника, провёл 7 матчей, забил 1 мяч в ворота сборной Великобритании.
В 2007 году перебрался в Англию и получил британское подданство, играл в хоккей на траве и занимался тренерской работой. Выступал за ветеранскую сборную Англии на чемпионате мира среди игроков старше 35 лет.